# Olympische Sommerspiele 2016/Trampolinturnen – Männer
Das Trampolinturnen der Männer bei den Olympischen Spielen 2016 in Rio de Janeiro wurde am 13. August 2016 in der Arena Olímpica do Rio ausgetragen. Es traten 16 Athleten an.
Der Wettbewerb bestand aus einer Qualifikationsrunde und dem Finale. Jeder Turner absolvierte zwei Übungen, eine Pflicht und eine Kür, deren Wertungen zur Gesamtpunktzahl addiert werden. Die acht besten Turner der Qualifikation traten am gleichen Tag im Finale an. Hier wurde eine Übung geturnt, die nach Schwierigkeit, Ausführung und Flugphase bewertet wurde.

## Qualifikation
| Platz | Turner                 |                    | Pflicht | Kür    | Strafpunkte | Gesamt  |
| ----- | ---------------------- | ------------------ | ------- | ------ | ----------- | ------- |
| 1     | Gao Lei                | China              | 52,160  | 60,375 |             | 112,535 |
| 2     | Uladsislau Hantscharou | Belarus            | 50,630  | 60,460 |             | 111,090 |
| 3     | Dong Dong              | China              | 49,280  | 60,770 |             | 110,050 |
| 4     | Dmitri Uschakow        | Russland           | 49,340  | 59,840 |             | 109,180 |
| 5     | Andrei Judin           | Russland           | 49,645  | 59,080 |             | 108,725 |
| 6     | Masaki Itō             | Japan              | 49,140  | 59,325 |             | 108,465 |
| 7     | Ginga Munetomo         | Japan              | 49,140  | 59,050 |             | 108,190 |
| 8     | Dylan Schmidt          | Neuseeland         | 48,300  | 59,360 |             | 107,660 |
| 9     | Nathan Bailey          | Großbritannien     | 47,795  | 59,000 |             | 106,795 |
| 10    | Sébastien Martiny      | Frankreich         | 49,015  | 57,215 |             | 106,230 |
| 11    | Logan Dooley           | Vereinigte Staaten | 47,885  | 58,170 |             | 106,055 |
| 12    | Pirmammad Alijew       | Kasachstan         | 48,375  | 57,515 |             | 105,890 |
| 13    | Blake Gaudry           | Australien         | 49,525  | 55,925 |             | 105,450 |
| 14    | Jason Burnett          | Kanada             | 49,320  | 54,395 |             | 103,715 |
| 15    | Rafael Andrade         | Brasilien          | 47,035  | 29,110 |             | 76,145  |
| 16    | Diogo Abreu            | Portugal           | 49,615  | 6,240  |             | 55,855  |

## Finale
| Platz | Turner                 | Nation     | Schwierigkeit | Ausführung | Flugphase | Strafpunkte | Gesamt |
| ----- | ---------------------- | ---------- | ------------- | ---------- | --------- | ----------- | ------ |
| 1     | Uladsislau Hantscharou | Belarus    | 17,300        | 26,400     | 18,045    |             | 61,745 |
| 2     | Dong Dong              | China      | 17,800        | 25,200     | 17,535    |             | 60,535 |
| 3     | Gao Lei                | China      | 18,400        | 23,700     | 18,075    |             | 60,175 |
| 4     | Ginga Munetomo         | Japan      | 18,000        | 23,700     | 17,835    |             | 59,535 |
| 5     | Dmitri Uschakow        | Russland   | 16,700        | 25,500     | 17,325    |             | 59,525 |
| 6     | Masaki Itō             | Japan      | 17,200        | 24,000     | 17,600    |             | 58,800 |
| 7     | Dylan Schmidt          | Neuseeland | 17,100        | 22,500     | 17,540    |             | 57,140 |
| 8     | Andrei Judin           | Russland   | 2,200         | 2,700      | 1,915     |             | 6,815  |